# Kirchenkreis An Oder und Spree
Der evangelische Kirchenkreis An Oder und Spree bestand von 1998 bis 2013. Er war zunächst ein Kirchenkreis der Evangelischen Kirche in Berlin-Brandenburg (dort im Sprengel Cottbus) und ab 1. Januar 2004 der Evangelischen Kirche Berlin-Brandenburg-schlesische Oberlausitz (dort ab 1. Januar 2010 im Sprengel Görlitz).
Der Kirchenkreis entstand zum 1. Juni 1998 durch die Fusion der Kirchenkreise Beeskow und Frankfurt/Oder sowie des Nordteils des Kirchenkreises Guben.
Das Kirchliche Verwaltungsamt Frankfurt (Oder) übernahm die Verwaltungsaufgaben auch für die Gemeinden der Kirchenkreise Fürstenwalde-Strausberg und Oderbruch. Zum 1. Januar 2014 wurden die drei Kirchenkreise zum Kirchenkreis Oderland-Spree zusammengeschlossen.

## Superintendentur
Der Sitz der Superintendentur befand sich in Frankfurt (Oder).
Letzter Superintendent war Christoph Bruckhoff.